# واژه فریبکار
واژهٔ فریبکار به کلماتی در دو زبان مختلف گفته می‌شود که تلفظ یا ظاهر نسبتاً مشابهی دارند اما معنی‌شان به‌کلی متفاوت است. مثلاً facade (به معنی نما) در انگلیسی و «فساد» در فارسی چنین وضعیتی دارند.
در میان زبان‌های با ریشهٔ مشترک گاه همپوشانی اندکی در معنی نیز وجود دارد که موجب پیچیدگی مضاعف می‌شود.
منشأ عبارت دوست دروغین کتابی از زبان‌شناسی فرانسوی با عنوان «دوست دروغین مترجم» است که به معرفی این پدیده پرداخته‌است.
دوست دروغین می‌تواند موجب دشواری در دریافت مفهوم متونی به زبان بیگانه شود. همچنین دانش‌آموزانی که زبانی بیگانه می‌آموزند، به‌ویژه زبانی که نسبتی با زبان مادری‌شان دارد، با دوست دروغین دچار مشکل می‌شوند چرا که دانش‌آموزان به دلیل تداخل زبانی در دریافت معنی کلمات دچار اشتباه می‌شوند.

## فارسی و انگلیسی
- واکس (ماده براق‌کننده کفش) و wax (موم) و معادل انگلیسی واکس کلمهٔ polish است.
- ترور (قتل سیاسی به وسیله اسلحه) و terror (ترس و وحشت)[۴]
- «فساد» در فارسی و facade (به معنی نما) در انگلیسی
- فوت (دمیدن) در فارسی در انگلیسی foot (پا)
- آرم (نشان) در فارسی و در انگلیسی arm (صاعد)
- بند (طناب، بخش، سد) و در انگلیسی band (گروه)
- لب (عضوی از بدن) و در انگلیسی lab (مخفف laboratuvar به معنی آزمایشگاه و اکثراً به صورت مخفف به کار برده می‌شود)

## کُردی و انگلیسی
- سمێڵ (سبیل) در کُردی و در انگلیسی smell (بوییدن)
- ڕووت (برهنه) در کُردی و در انگلیسی root (ریشه)
- ماجیک (ماژیک) در کُردی و در انگلیسی magic (سحر)
- وایە (چنین است) در کُردی و در انگلیسی wire (سیم)

## فارسی و کُردی مرکزی
- کشور در زبان کُردی استاندارد (کیشوەر) افزون بر معنی‌ رایج آن در زبان فارسی، به معنی قاره است.
- دانا در زبان کُردی (زانا) به معنای عالم و دانشمند است. (در زبان فارسی به معنای شخص عاقل و فرزانه) است.
- آهنگ در زبان کُردی (ئاهەنگ) به معنی کنسرت است.
- برادر در زبان کُردی دیالکتال (برادەر) به معنی دوست است.
- فرمانبر در زبان کُردی (فەرمانبەر) به معنی کارمند اداری است (در زبان فارسی فرمانبر یعنی‌ مطیع و فرمان‌بردار).
- اجازه در زبان کُردی گفتاری (ئیجازە) به معنی گواهی‌نامه رانندگی‌ است.
- آسایش در زبان کُردی (ئاسایش) به معنی امنیت است (در زبان فارسی این واژه به معنای استراحت و آرامش است).
- سرسام در زبان کُردی (سەرسام) به معنی اثر‌پذیرفته و حیران است.
- اینجا در زبان کُردی (ئینجا) به معنی سپس/پس از آن است.
- خواستن در زبان کُردی مکریانی (خوواستن) به معنی از کسی‌ خواستگاری کردن است.
- چارک در زبان کُردی مکریانی (چارەک) به معنی یک ربع ساعت است.
- پسندیدن در زبان کُردی (پەسند کردن) به معنی تصویب کردن است.
- پیشمرگ در زبان کُردی (پێشمەرگە) به معنی جنگاور نبردآزما است (در زبان فارسی به معنی کسی است که اندکی از غذایی را برای معلوم کردن طعم و مزۀ آن بچشد).
- زور در زبان کُردی (زۆر) به معنی بسیار و همچنین نیرومندی است.
- خاله در زبان کُردی مکریانی (خاڵە) به معنی برادر مادر است. (در فارسی به معنی خواهر مادر) است.
- دعوت در زبان کُردی مکریانی (داوەت) به معنای جشن عروسی‌ است.
- ناوچه در زبان کُردی (ناوچه) به معنی منطقه/ناحیه است (در فارسی به معنی‌ نوعی از کشتی جنگی است).
- شورش در زبان کُردی (شۆڕش) به معنی انقلاب و تحول بنیادی در جامعه است (در زبان فارسی به معنی‌ بغاوت است).
- ظریف در زبان کُردی اردلانی (زەریف) به معنی زیبا و دل‌پذیر است (در زبان فارسی به معنای نازک و لطیف است).
- جوان در زبان کُردی مکریانی (جووان) به معنی زیبا و دل‌پذیر است (در زبان فارسی به معنای بُرنا) است.

## فارسی و کُردی کرمانشاهی
- کدبانو در زبان کُردی کرمانشاهی به معنی "پیرزن" است (در زبان فارسی به معنی‌ خانمی است که به هنرهای خانه‌داری آراسته) است.
- شامی در زبان کُردی کرمانشاهی به معنی "هندوانه" است. (در زبان فارسی به معنی‌ هر چیز منسوب به شام) است.
- زود در زبان کُردی کرمانشاهی (زوو) علاوه بر داشتن معنی متداول آن در فارسی، به مفهوم "خیلی‌ وقت پیش" هم استعمال می‌‌شود.
- لا در زبان کُردی کرمانشاهی به معنی "نزد و پیش کسی‌ یا چیزی" هست. (در زبان فارسی به معنی‌ تو و میان چیزی) است.
- خجالتی در زبان کُردی کرمانشاهی اسم مصدر و به معنای آزرم و شرم و خجالت است. (در زبان فارسی صفت فاعلی و به معنای کم‌رو و شرمگین) است.
- راحتی‌ در زبان کُردی کرمانشاهی افزون بر معنی‌ رایج آن در زبان فارسی، به معنی "قیف" هم به کار می‌‌رود. (در زبان فارسی راحتی‌ به معنی‌ راحتی‌ و آسایش به کار رفته است).

## فارسی و عربی
- مجتمع (محل اجتماع یا مجموعه‌ای از ساختمان‌ها) در فارسی معادل مجتمع (در عربی برابر با جامعه در فارسی)

## فارسی و ترکی استانبولی
- پنبه (pembe) یعنی رنگ صورتی
- خسته (hasta) یعنی بیمار
- تلاش (telaş) یعنی عجله
- ستم (sitem) یعنی شِکوه و گله
- مسافر (misafir) یعنی مهمان
- اندیشه (endişe) یعنی نگرانی

## فارسی و ترکی آذربایجانی
- دستمال در ترکی آذربایجانی(Dəsmal) به معنای حوله است.
- چای در ترکی آذربایجانی(Çay) به معنای رودخانه است.
- پیوند در ترکی آذربایجانی(Peyvənd) به معنای واکسن است.